# Renate Sommer

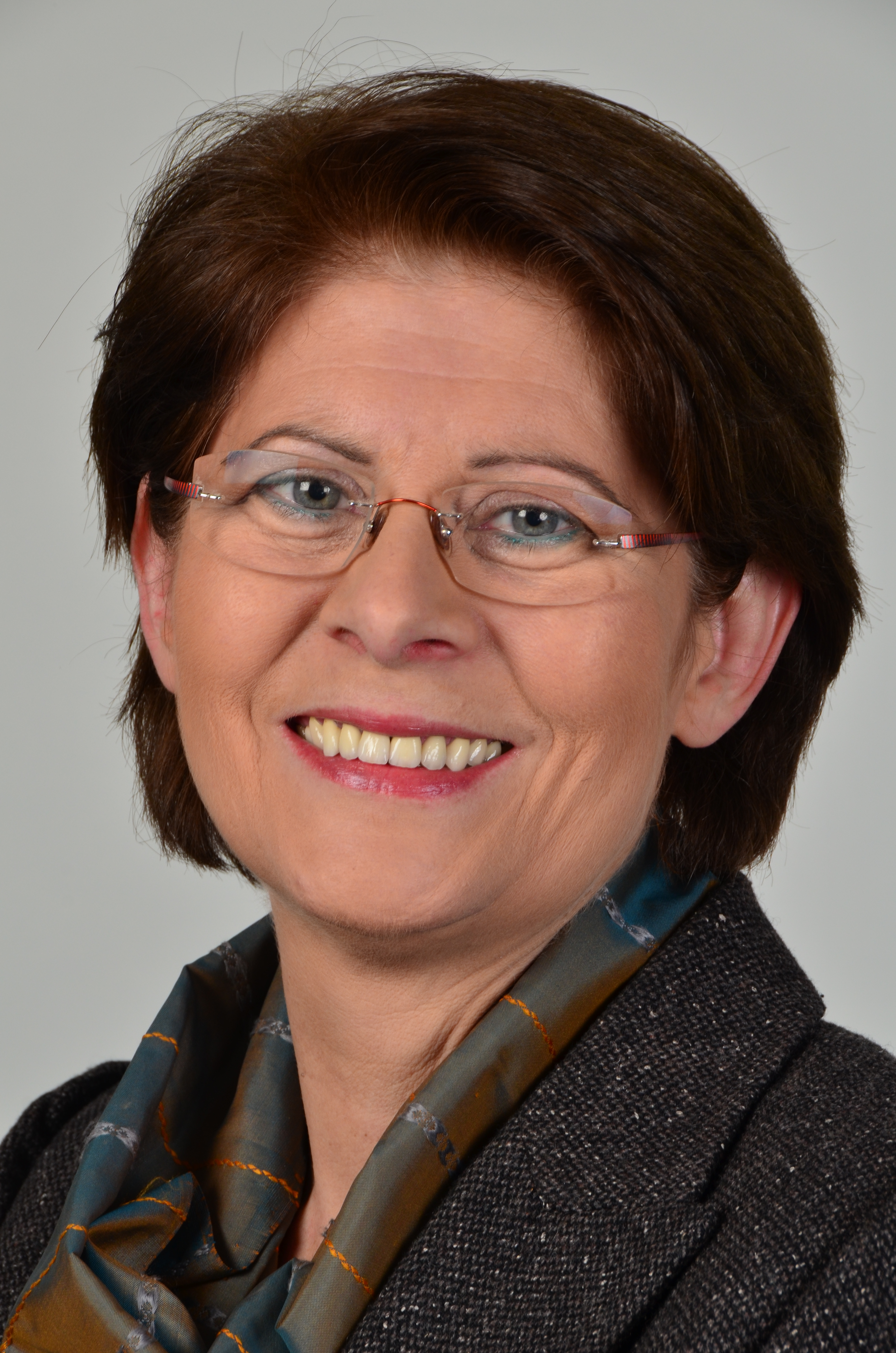
Renate Sommer (2014)

Renate Sommer (n. 10 septembrie 1958, Bochum, Germania) este un om politic german, membru al Parlamentului European în perioada 1999-2004 din partea Germaniei.
1. ↑  Deputații în Parlamentul European